# Saranap, Kalifornien
Saranap är en ort (CDP) i Contra Costa County, i delstaten Kalifornien, USA. Enligt United States Census Bureau har orten en folkmängd på 5 202 invånare (2010) och en landarea på 2,9 km².